# أماني (مغنية)
أماني (بالإنجليزية: Cecilia Wairimu)‏ هي مغنية كينية، ولدت في 28 نوفمبر 1980 في ثيكا ‏ في كينيا.